# Sezonul de Formula 1 din 1964
Sezonul de Formula 1 din 1964 a fost cel de-al 18-lea sezon al curselor auto de Formula 1 FIA. A inclus cea de-a 15-a ediție a Campionatului Mondial al Piloților, și a 7-a ediție a Cupei Internaționale pentru Constructorii de F1. Sezonul a fost disputat pe parcursul a zece curse, începând cu Marele Premiu al Principatului Monaco pe 10 mai și terminându-se cu Marele Premiu al Mexicului pe 25 octombrie. În 1964 s-au desfășurat și opt curse care nu au făcut parte din campionat.
Campionatul Mondial al Piloților, disputat de Jim Clark, John Surtees și Graham Hill, a fost decis la Marele Premiu al Mexicului. Clark a fost forțat să se oprească din cauza unei scurgeri de ulei în ultimul tur, iar Ferrari i-a făcut semn lui Lorenzo Bandini să-l lase pe Surtees să treacă pe locul doi, ceea ce i-a oferit campionatul cu un punct în fața lui Hill. O mașină Ferrari 158 înscrisă oficial de echipa privată americană NART a reușit obținerea titlului la constructori cu Surtees, echipa de fabrică concurând ultimele două curse (Marele Premiu al Statelor Unite și Marele Premiu al Mexicului) cu mașini vopsite în alb și albastru – culorile naționale ale Statelor Unite. Acest lucru a fost făcut ca un protest față de argumentele dintre Ferrari și organismul italian de sport cu motor Automobile Club d'Italia cu privire la omologarea unei noi mașini de curse Ferrari Le Mans cu motor central. Honda a făcut un debut discret în cursele de Grand Prix cu pilotul american Ronnie Bucknum, iar Maurice Trintignant s-a retras la vârsta de 46 de ani, după una dintre cele mai lungi cariere în campionatul mondial. A fost ultimul pilot activ care a concurat în primul sezon al Campionatului Mondial, în 1950.
Neerlandezul Carel Godin de Beaufort a murit în timpul antrenamentelor pentru Marele Premiu al Germaniei de pe Nürburgring, la volanul unui Porsche 718 privat.

## Piloții și echipele înscrise în campionat
Următorii piloți și constructori au participat în Campionatul Mondial al Piloților din 1964 și în Cupa Internațională a Constructorilor de F1 din 1964.
| Imagine       | Concurent                                             | Constructor | Motor                                                      | Șasiu        | Pneu | Piloți                  | Piloți       |
| ------------- | ----------------------------------------------------- | ----------- | ---------------------------------------------------------- | ------------ | ---- | ----------------------- | ------------ |
| Imagine       | Concurent                                             | Constructor | Motor                                                      | Șasiu        | Pneu | Numele pilotului        | Etape        |
|               | Derrington-Francis Racing Team                        | ATS         | ATS 100 1,5 V8                                             | DF           | G    | Mário de Araújo Cabral  | 8            |
| Brabham BT7   | Brabham Racing Organisation                           | Brabham     | Climax FWMV 1,5 V8                                         | BT7 BT11     | D    | Jack Brabham            | Toate        |
| Brabham BT7   | Brabham Racing Organisation                           | Brabham     | Climax FWMV 1,5 V8                                         | BT7 BT11     | D    | Dan Gurney              | Toate        |
| BRM P261      | Owen Racing Organisation                              | BRM         | BRM P56 1,5 V8                                             | P261 P67     | D    | Richie Ginther          | Toate        |
| BRM P261      | Owen Racing Organisation                              | BRM         | BRM P56 1,5 V8                                             | P261 P67     | D    | Graham Hill             | Toate        |
| BRM P261      | Owen Racing Organisation                              | BRM         | BRM P56 1,5 V8                                             | P261 P67     | D    | Richard Attwood         | 5            |
|               | British Racing Partnership                            | BRP         | BRM P56 1,5 V8                                             | Mk 1 Mk 2    | D    | Trevor Taylor           | 1, 3–4, 7–10 |
| Innes Ireland | British Racing Partnership                            | BRP         | BRM P56 1,5 V8                                             | Mk 1 Mk 2    | D    | 3–5, 7–10               |              |
| Cooper T73    | Cooper Car Company                                    | Cooper      | Climax FWMV 1,5 V8                                         | T73 T66      | D    | Phil Hill               | 1–7, 9–10    |
| Cooper T73    | Cooper Car Company                                    | Cooper      | Climax FWMV 1,5 V8                                         | T73 T66      | D    | Bruce McLaren           | Toate        |
| Cooper T73    | Cooper Car Company                                    | Cooper      | Climax FWMV 1,5 V8                                         | T73 T66      | D    | John Love               | 8            |
| Ferrari 158   | Scuderia Ferrari SpA SEFAC North American Racing Team | Ferrari     | Ferrari 178 1,5 V6 Ferrari 205B 1,5 V8 Ferrari 207 1,5 F12 | 156 158 1512 | D    | Lorenzo Bandini         | Toate        |
| Ferrari 158   | Scuderia Ferrari SpA SEFAC North American Racing Team | Ferrari     | Ferrari 178 1,5 V6 Ferrari 205B 1,5 V8 Ferrari 207 1,5 F12 | 156 158 1512 | D    | John Surtees            | Toate        |
| Ferrari 158   | Scuderia Ferrari SpA SEFAC North American Racing Team | Ferrari     | Ferrari 178 1,5 V6 Ferrari 205B 1,5 V8 Ferrari 207 1,5 F12 | 156 158 1512 | D    | Ludovico Scarfiotti     | 8            |
| Ferrari 158   | Scuderia Ferrari SpA SEFAC North American Racing Team | Ferrari     | Ferrari 178 1,5 V6 Ferrari 205B 1,5 V8 Ferrari 207 1,5 F12 | 156 158 1512 | D    | Pedro Rodríguez         | 10           |
| Honda RA271   | Honda R & D Company                                   | Honda       | Honda RA271E 1,5 V12                                       | RA271        | D    | Ronnie Bucknum          | 6, 8–9       |
| Lotus 25      | Team Lotus                                            | Lotus       | Climax FWMV 1,5 V8                                         | 25 33        | D    | Jim Clark               | Toate        |
| Lotus 25      | Team Lotus                                            | Lotus       | Climax FWMV 1,5 V8                                         | 25 33        | D    | Peter Arundell          | 1–4          |
| Lotus 25      | Team Lotus                                            | Lotus       | Climax FWMV 1,5 V8                                         | 25 33        | D    | Mike Spence             | 5–10         |
| Lotus 25      | Team Lotus                                            | Lotus       | Climax FWMV 1,5 V8                                         | 25 33        | D    | Gerhard Mitter          | 6            |
| Lotus 25      | Team Lotus                                            | Lotus       | Climax FWMV 1,5 V8                                         | 25 33        | D    | Walt Hansgen            | 9            |
| Lotus 25      | Team Lotus                                            | Lotus       | Climax FWMV 1,5 V8                                         | 25 33        | D    | Moisés Solana           | 10           |
| Porsche 718   | Ecurie Maarsbergen                                    | Porsche     | Porsche 547/3 1,5 F4                                       | 718          | D    | Carel Godin de Beaufort | 2, 6         |
| Scirocco 02   | Equipe Scirocco Belge                                 | Scirocco    | Climax FWMV 1,5 V8                                         | 02           | D    | André Pilette           | 3, 6         |

Echipele private care nu și-au construit propriul șasiu și au folosit șasiurile constructorilor existenți sunt arătate mai jos. Toate au folosit anvelopele furnizate de Dunlop.
| Concurent                  | Constructor afiliat | Motor              | Șasiu  | Piloți              | Piloți    |
| -------------------------- | ------------------- | ------------------ | ------ | ------------------- | --------- |
| Concurent                  | Constructor afiliat | Motor              | Șasiu  | Numele pilotului    | Etape     |
| Revson Racing              | Lotus               | BRM P56 1,5 V8     | 24     | Peter Revson        | 1, 6, 8   |
| Bernard Collomb            | Lotus               | Climax FWMV 1,5 V8 | 24     | Bernard Collomb     | 1         |
| Maurice Trintignant        | BRM                 | BRM P56 1,5 V8     | P57    | Maurice Trintignant | 1, 4–6, 8 |
| British Racing Partnership | Lotus               | BRM P56 1,5 V8     | 24     | Innes Ireland       | 1         |
| British Racing Partnership | Lotus               | BRM P56 1,5 V8     | 24     | Trevor Taylor       | 5         |
| DW Racing Enterprises      | Brabham             | Climax FWMV 1,5 V8 | BT11   | Bob Anderson        | 1–8       |
| Reg Parnell Racing         | Lotus               | Climax FWMV 1,5 V8 | 25     | Chris Amon          | 7         |
| Reg Parnell Racing         | Lotus               | BRM P56 1,5 V8     | 25 24  | Chris Amon          | 1–6, 9–10 |
| Reg Parnell Racing         | Lotus               | BRM P56 1,5 V8     | 25 24  | Mike Hailwood       | 1–2, 4–10 |
| Reg Parnell Racing         | Lotus               | BRM P56 1,5 V8     | 25 24  | Peter Revson        | 3–5       |
| R.R.C. Walker Racing Team  | Cooper              | Climax FWMV 1,5 V8 | T66    | Edgar Barth         | 6         |
| R.R.C. Walker Racing Team  | Cooper              | Climax FWMV 1,5 V8 | T66    | Jo Bonnier          | 1         |
| R.R.C. Walker Racing Team  | Brabham             | Climax FWMV 1,5 V8 | BT7    | Jo Bonnier          | 7–10      |
| R.R.C. Walker Racing Team  | Brabham             | BRM P56 1,5 V8     | BT11   | Jo Bonnier          | 2–3, 5–6  |
| R.R.C. Walker Racing Team  | Brabham             | BRM P56 1,5 V8     | BT11   | Jochen Rindt        | 7         |
| R.R.C. Walker Racing Team  | Brabham             | BRM P56 1,5 V8     | BT11   | Geki                | 8         |
| R.R.C. Walker Racing Team  | Brabham             | BRM P56 1,5 V8     | BT11   | Jo Siffert          | 9–10      |
| R.R.C. Walker Racing Team  | Brabham             | BRM P56 1,5 V8     | BT11   | Hap Sharp           | 9–10      |
| Siffert Racing Team        | Lotus               | BRM P56 1,5 V8     | 24     | Jo Siffert          | 1         |
| Siffert Racing Team        | Brabham             | BRM P56 1,5 V8     | BT11   | Jo Siffert          | 2–8       |
| Scuderia Centro Sud        | BRM                 | BRM P56 1,5 V8     | P57    | Tony Maggs          | 2–3, 5–7  |
| Scuderia Centro Sud        | BRM                 | BRM P56 1,5 V8     | P57    | Giancarlo Baghetti  | 2–3, 5–8  |
| Bob Gerard Racing          | Cooper              | Ford 109E 1,5 L4   | T71/73 | John Taylor         | 5         |
| Ian Raby Racing            | Brabham             | BRM P56 1,5 V8     | BT3    | Ian Raby            | 5, 8      |
| John Willment Automobiles  | Brabham             | Ford 109E 1,5 L4   | BT10   | Frank Gardner       | 5         |
| Fabre Urbain               | Cooper              | Climax FWMV 1,5 V8 | T60    | Jean-Claude Rudaz   | 8         |

## Calendar
Următoarele zece Mari Premii au avut loc în 1964.
| 1.                                           | 2.                                      | 3.                                  | 4.                                    |
| -------------------------------------------- | --------------------------------------- | ----------------------------------- | ------------------------------------- |
| Marele Premiu al Principatului Monaco 10 mai | Marele Premiu al Țărilor de Jos 24 mai  | Marele Premiu al Belgiei 14 iunie   | Marele Premiu al Franței 28 iunie     |
| Monaco (S)                                   | Zandvoort (P)                           | Spa-Francorchamps (S)               | Rouen-Les-Essarts (S)                 |
| 5.                                           | 6.                                      | 7.                                  | 8.                                    |
| Marele Premiu al Marii Britanii 11 iulie     | Marele Premiu al Germaniei 2 august     | Marele Premiu al Austriei 23 august | Marele Premiu al Italiei 6 septembrie |
| Brands Hatch (P)                             | Nürburgring (P)                         | Zeltweg (S)                         | Monza (P)                             |
| 9.                                           | 10.                                     |                                     |                                       |
| Marele Premiu al Statelor Unite 4 octombrie  | Marele Premiu al Mexicului 25 octombrie |                                     |                                       |
| Watkins Glen (P)                             | Magdalena Mixhuca (P)                   |                                     |                                       |
| (P) - pistă; (S) - stradă.                   |                                         |                                     |                                       |

## Rezultate și clasamente

### Marile Premii
| Etapa | Mare Premiu                | Pole position | Cel mai rapid tur | Pilotul câștigător | Constructorul câștigător | Lider   | Lider |
| Etapa | Mare Premiu                | Pole position | Cel mai rapid tur | Pilotul câștigător | Constructorul câștigător | Pilot   | Dif.  |
| ----- | -------------------------- | ------------- | ----------------- | ------------------ | ------------------------ | ------- | ----- |
| 1     | MP al Principatului Monaco | Jim Clark     | Graham Hill       | Graham Hill        | BRM                      | HIL     | 3     |
| 2     | MP al Țărilor de Jos       | Dan Gurney    | Jim Clark         | Jim Clark          | Lotus-Climax             | HIL CLA | 0     |
| 3     | MP al Belgiei              | Dan Gurney    | Dan Gurney        | Jim Clark          | Lotus-Climax             | CLA     | 7     |
| 4     | MP al Franței              | Jim Clark     | Jack Brabham      | Dan Gurney         | Brabham-Climax           | CLA     | 1     |
| 5     | MP al Marii Britanii       | Jim Clark     | Jim Clark         | Jim Clark          | Lotus-Climax             | CLA     | 4     |
| 6     | MP al Germaniei            | John Surtees  | John Surtees      | John Surtees       | Ferrari                  | HIL     | 2     |
| 7     | MP al Austriei             | Graham Hill   | Dan Gurney        | Lorenzo Bandini    | Ferrari                  | HIL     | 2     |
| 8     | MP al Italiei              | John Surtees  | John Surtees      | John Surtees       | Ferrari                  | HIL     | 2     |
| 9     | MP al Statelor Unite       | Jim Clark     | Jim Clark         | Graham Hill        | BRM                      | HIL     | 5     |
| 10    | MP al Mexicului            | Jim Clark     | Jim Clark         | Dan Gurney         | Brabham-Climax           | SUR     | 1     |

### Clasament Campionatul Mondial al Piloților
Punctele au fost acordate pe o bază de 9–6–4–3–2–1 primilor șase clasați în fiecare cursă. Doar cele mai bune șase rezultate au fost luate în considerare pentru Campionatul Mondial. FIA nu a acordat o clasificare în campionat acelor piloți care nu au obținut puncte.
| Poz. | Pilot                   | MCO | NLD | BEL  | FRA | GBR  | DEU  | AUT | ITA  | USA  | MEX  | Puncte  |
| ---- | ----------------------- | --- | --- | ---- | --- | ---- | ---- | --- | ---- | ---- | ---- | ------- |
| 1    | John Surtees            | Ab  | 2   | Ab   | Ab  | 3    | 1P R | Ab  | 1P R | 2    | 2    | 40      |
| 2    | Graham Hill             | 1R  | 4   | (5)  | 2   | 2    | 2    | AbP | Ab   | 1    | 11   | 39 (41) |
| 3    | Jim Clark               | 4P  | 1R  | 1    | AbP | 1P R | Ab   | Ab  | Ab   | 7P R | 5P R | 32      |
| 4    | Lorenzo Bandini         | 10  | Ab  | Ab   | 9   | 5    | 3    | 1   | 3    | Ab   | 3    | 23      |
| 5    | Richie Ginther          | 2   | 11  | 4    | 5   | 8    | 7    | 2   | 4    | 4    | 8    | 23      |
| 6    | Dan Gurney              | Ab  | AbP | 6P R | 1   | 13   | 10   | AbR | 10   | Ab   | 1    | 19      |
| 7    | Bruce McLaren           | Ab  | 7   | 2    | 6   | Ab   | Ab   | Ab  | 2    | Ab   | 7    | 13      |
| 8    | Jack Brabham            | Ab  | Ab  | 3    | 3R  | 4    | 12   | 9   | 14   | Ab   | Ab   | 11      |
| =    | Peter Arundell          | 3   | 3   | 9    | 4   |      |      |     |      |      |      | 11      |
| 10   | Jo Siffert              | 8   | 13  | Ab   | Ab  | 11   | 4    | Ab  | 7    | 3    | Ab   | 7       |
| 11   | Bob Anderson            | 7   | 6   | NS   | 12  | 7    | Ab   | 3   | 11   |      |      | 5       |
| 12   | Mike Spence             |     |     |      |     | 9    | 8    | Ab  | 6    | Ab   | 4    | 4       |
| =    | Tony Maggs              |     | NS  | NS   |     | Ab   | 6    | 4   |      |      |      | 4       |
| 14   | Innes Ireland           | NS  |     | 10   | Ab  | 10   |      | 5   | 5    | Ab   | 12   | 4       |
| 15   | Jo Bonnier              | 5   | 9   | Ab   |     | Ab   | Ab   | 6   | 12   | Ab   | Ab   | 3       |
| 16   | Chris Amon              | NSC | 5   | Ab   | 10  | Ab   | 11   | Ab  |      | Ab   | Ab   | 2       |
| =    | Maurice Trintignant     | Ab  |     |      | 11  | NSC  | 5    |     | Ab   |      |      | 2       |
| =    | Walt Hansgen            |     |     |      |     |      |      |     |      | 5    |      | 2       |
| 19   | Mike Hailwood           | 6   | 12  |      | 8   | Ab   | Ab   | 8   | Ab   | 8    | Ab   | 1       |
| =    | Phil Hill               | 9   | 8   | Ab   | 7   | 6    | Ab   | Ab  |      | Ab   | 9    | 1       |
| =    | Trevor Taylor           | Ab  |     | 7    | Ab  | Ab   |      | Ab  | NSC  | 6    | Ab   | 1       |
| =    | Pedro Rodríguez         |     |     |      |     |      |      |     |      |      | 6    | 1       |
| —    | Giancarlo Baghetti      |     | 10  | 8    |     | 12   | Ab   | 7   | 8    |      |      | 0       |
| —    | Gerhard Mitter          |     |     |      |     |      | 9    |     |      |      |      | 0       |
| —    | Ludovico Scarfiotti     |     |     |      |     |      |      |     | 9    |      |      | 0       |
| —    | Moisés Solana           |     |     |      |     |      |      |     |      |      | 10   | 0       |
| —    | Peter Revson            | NSC |     | DSC  | NS  | Ab   | 14   |     | 13   |      |      | 0       |
| —    | Ronnie Bucknum          |     |     |      |     |      | 13   |     | Ab   | Ab   |      | 0       |
| —    | Hap Sharp               |     |     |      |     |      |      |     |      | NC   | 13   | 0       |
| —    | John Taylor             |     |     |      |     | 14   |      |     |      |      |      | 0       |
| —    | Carel Godin de Beaufort |     | Ab  |      |     |      | NS   |     |      |      |      | 0       |
| —    | André Pilette           |     |     | Ab   |     |      | NSC  |     |      |      |      | 0       |
| —    | Ian Raby                |     |     |      |     | Ab   |      |     | NSC  |      |      | 0       |
| —    | Frank Gardner           |     |     |      |     | Ab   |      |     |      |      |      | 0       |
| —    | Edgar Barth             |     |     |      |     |      | Ab   |     |      |      |      | 0       |
| —    | Jochen Rindt            |     |     |      |     |      |      | Ab  |      |      |      | 0       |
| —    | Mário de Araújo Cabral  |     |     |      |     |      |      |     | Ab   |      |      | 0       |
| —    | Richard Attwood         |     |     |      |     | NS   |      |     |      |      |      | 0       |
| —    | Jean-Claude Rudaz       |     |     |      |     |      |      |     | NS   |      |      | 0       |
| —    | Bernard Collomb         | NSC |     |      |     |      |      |     |      |      |      | 0       |
| —    | John Love               |     |     |      |     |      |      |     | NSC  |      |      | 0       |
| —    | Geki                    |     |     |      |     |      |      |     | NSC  |      |      | 0       |
| Poz. | Pilot                   | MCO | NLD | BEL  | FRA | GBR  | DEU  | AUT | ITA  | USA  | MEX  | Puncte  |

| Legendă      | Legendă                                            |
| Culoare      | Rezultat                                           |
| ------------ | -------------------------------------------------- |
| Auriu        | Câștigător                                         |
| Argintiu     | Locul 2                                            |
| Bronz        | Locul 3                                            |
| Verde        | Alte locuri care punctează                         |
| Albastru     | Alte locuri                                        |
| Albastru     | Nu s-a clasat, dar a terminat cursa (NC)           |
| Purpuriu     | A abandonat cursa (Ab)                             |
| Negru        | Descalificat (DSC)                                 |
| Alb          | Nu a luat startul (NS)                             |
| Roșu         | Nu s-a calificat (NSC)                             |
| Fără culoare | Retras înainte de calificări (Ret)                 |
| Fără culoare | Exclus (EX)                                        |
| Fără culoare | Nu a participat (celulă goală)                     |
| Adnotare     | Însemnătate                                        |
| P            | Pole position                                      |
| R            | Cel mai rapid tur                                  |
| (6)          | Rezultatul nu a fost luat în considerare pentru CM |
| 1            | A împărțit mașina cu unul sau mai mulți piloți     |

### Clasament Cupa Internațională pentru Constructorii de F1
Punctele au fost acordate pe o bază de 9–6–4–3–2–1 primilor șase clasați în fiecare cursă, dar numai primei mașini care a terminat pentru fiecare constructor. Doar cele mai bune șase rezultate au fost luate în considerare pentru Cupa Internațională.
| Poz. | Constructor     | MCO | NLD | BEL | FRA | GBR | DEU | AUT | ITA | USA | MEX | Puncte  |
| ---- | --------------- | --- | --- | --- | --- | --- | --- | --- | --- | --- | --- | ------- |
| 1    | Ferrari         | 10  | 2   | Ab  | 9   | (3) | 1   | 1   | 1   | 2   | 2   | 45 (49) |
| 2    | BRM             | 1   | (4) | (4) | 2   | 2   | 2   | 2   | (4) | 1   | 8   | 42 (51) |
| 3    | Lotus-Climax    | 3   | 1   | 1   | 4   | 1   | 8   | Ab  | (6) | (5) | 4   | 37 (40) |
| 4    | Brabham-Climax  | 7   | 6   | 3   | 1   | 4   | 10  | 3   | 10  | Ab  | 1   | 30      |
| 5    | Cooper-Climax   | 5   | 7   | 2   | 6   | 6   | Ab  | Ab  | 2   | Ab  | 7   | 16      |
| 6    | Brabham-BRM     |     | 9   |     | Ab  | 11  | 4   | Ab  | 7   | 3   | 13  | 7       |
| 7    | BRP-BRM         | Ab  |     | 7   | Ab  | 10  |     | 5   | 5   | 6   | 12  | 5       |
| 8    | Lotus-BRM       | 6   | 5   | Ab  | 8   | Ab  | 11  | 8   | 13  | 8   | Ab  | 3       |
| —    | Honda           |     |     |     |     |     | 13  |     | Ab  | Ab  |     | 0       |
| —    | Cooper-Ford     |     |     |     |     | 14  |     |     |     |     |     | 0       |
| —    | Scirocco-Climax |     |     | Ab  |     |     | NSC |     |     |     |     | 0       |
| —    | Porsche         |     | Ab  |     |     |     | NS  |     |     |     |     | 0       |
| —    | Brabham-Ford    |     |     |     |     | Ab  |     |     |     |     |     | 0       |
| —    | ATS             |     |     |     |     |     |     |     | Ab  |     |     | 0       |
| Poz. | Constructor     | MCO | NLD | BEL | FRA | GBR | DEU | AUT | ITA | USA | MEX | Puncte  |

## Curse non-campionat
Alte opt curse care nu au contat pentru Campionatul Mondial al Piloților sau Cupa Internațională pentru Constructorii de F1 au fost organizate pentru mașinile de Formula 1 în timpul sezonului.
| Numele cursei                    | Circuit      | Data         | Pilotul câștigător | Constructor    |
| -------------------------------- | ------------ | ------------ | ------------------ | -------------- |
| Trofeul Daily Mirror II          | Snetterton   | 14 martie    | Innes Ireland      | BRP-BRM        |
| Trofeul News of the World I      | Goodwood     | 30 martie    | Jim Clark          | Lotus-Climax   |
| Gran Premio di Siracusa XIII     | Siracuza     | 12 aprilie   | John Surtees       | Ferrari        |
| Aintree 200 IX                   | Aintree      | 18 aprilie   | Jack Brabham       | Brabham-Climax |
| Trofeul Internațional BRDC XVI   | Silverstone  | 2 mai        | Jack Brabham       | Brabham-Climax |
| Solituderennen XIV               | Solitudering | 19 iulie     | Jim Clark          | Lotus-Climax   |
| Marele Premiu al Mediteranei III | Pergusa      | 16 august    | Jo Siffert         | Brabham-BRM    |
| Marele Premiu al Randului VII    | Kyalami      | 12 decembrie | Graham Hill        | Brabham-BRM    |